# Storm Shadow
Storm Shadow/SCALP-EG — англо-французская малозаметная крылатая ракета большой дальности воздушного базирования, разрабатываемая с 1994 года компаниями Matra и British Aerospace, а в настоящее время производимая MBDA. 

Storm Shadow — британское название ракеты. Французский вариант ракеты обозначается аббревиатурой SCALP-EG (фр. Système de croisière conventionnel autonome à longue portée Emploi General, буквально «многоцелевая высокоточная крылатая ракета большой дальности с автономным наведением»). Ракета создана на основе разработанной во Франции крылатой противоракеты Apache. Они отличаются тем, что Storm Shadow несёт боеголовку вместо суббоеприпасов.
В 2006 году для удовлетворения требования Министерства обороны Франции о создании более мощной крылатой ракеты, способной запускаться как с надводных кораблей, так и с подводных лодок, и способной с ещё большей точностью поражать стратегические и военные цели на больших дальностях, MBDA France начала разработку Missile de Croisière Naval (Морской крылатой ракеты) или MdCN в дополнение к SCALP. Первое испытание было проведено в июле 2013 года и прошло успешно. MdCN используется на французских фрегатах FREMM с 2017 года, а также оснащает французские атомные ударные подводные лодки Barracuda, которые начали поступать на вооружение в 2022 году.

## Характеристики

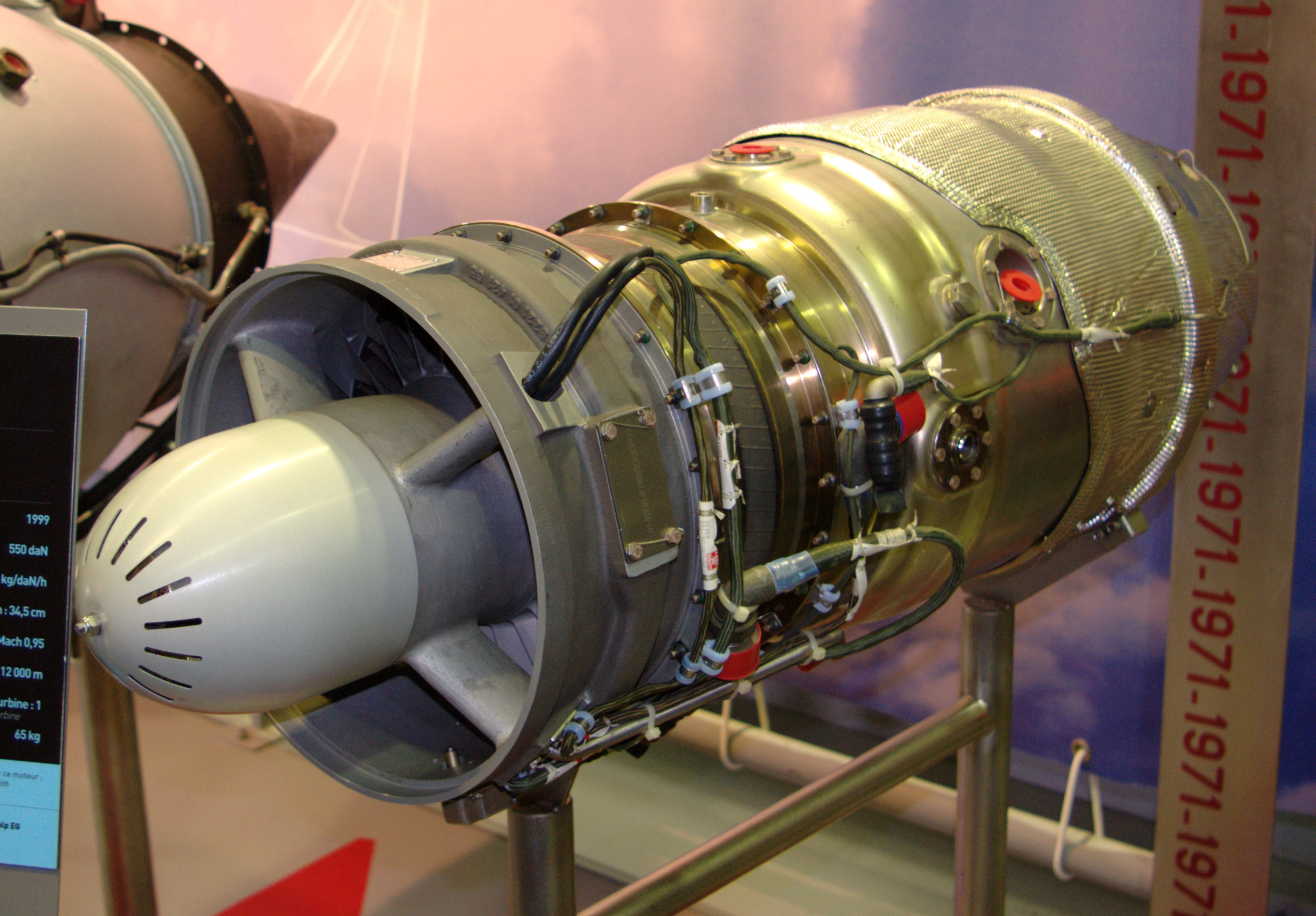
Турбореактивный двигатель Microturbo TRI 60-30, используемый на Storm Shadow, Аэрокосмический музей Сафран

Дальность полёта ракеты составляет примерно 560 км. Ракета оснащена турбореактивным двигателем, способна лететь со скоростью 0,8 маха и может быть установлена на снятые с вооружения самолёты RAF Tornado GR4, итальянские Tornado IDS, Saab Gripen, Dassault Mirage 2000 и Dassault Rafale. Storm Shadow был интегрирован в истребитель Eurofighter Typhoon в рамках Фазы 2 усовершенствования (P2E) в 2015 году, но не будет устанавливаться на F-35 Lightning II.
Боеголовка «BROACH» имеет лидирующий заряд для разрушения грунта или проникновения в бункер, а также взрыватель с переменной задержкой для управления детонацией основного заряда. Ракета весит около 1300 килограммов. Максимальный диаметр корпуса составляет 48 сантиметров, а размах крыла — 3 метра. Предполагаемые цели — командные пункты, пункты управления и связи; аэродромы; порты и электростанции; места структурного обслуживания самолётов / хранилища боеприпасов; надводные корабли и подводные лодки в порту; мосты и другие стратегические объекты высокой ценности.
Это ракета типа «выстрелил и забыл», запрограммированная перед запуском. После запуска ракету нельзя контролировать или дать команду на самоуничтожение, а информация о цели не может быть изменена. Планировщики миссии программируют ракету с учётом данных о ПВО и цели. Ракета полуавтономно, на низкой траектории полёта, руководствуясь GPS и картографией местности, следует в район цели. Вблизи цели ракета набирает высоту, а затем переходит в пикирование.
Подъём на высоту предназначен для достижения наилучшей вероятности идентификации цели и её пробития. Во время подрыва носовой конус отбрасывается, чтобы позволить термографической камере высокого разрешения (инфракрасное наведение) наблюдать за районом поражения. Затем ракета пытается обнаружить цель на основе информации о наведении (DSMAC). Если это не удаётся и существует высокий риск сопутствующего ущерба, ракета способна долететь до точки падения вместо того, чтобы рисковать неточным попаданием.
Последние усовершенствования включают возможность передачи информации о цели непосредственно перед ударом, использование одностороннего (обратного) канала передачи данных для передачи информации об оценке боевого ущерба обратно на самолёт-носитель. Эта модернизация разрабатывается в рамках французского контракта DGA. Ещё одна функция, которую планируется внедрить в оружие, — это возможность повторного наведения на цель в полёте с использованием двустороннего канала передачи данных. Storm Shadow будет модернизирована в рамках проекта ракеты Selective Precision Effects At Range 4 (SPEAR 4).
По некоторым данным, для экспорта, например, в Объединённые Арабские Эмираты, была создана версия с уменьшенными возможностями, соответствующая ограничениям Режима контроля за ракетными технологиями (РКРТ).
Ожидается, что будущее крылатое/противокорабельное оружие, находящееся в стадии разработки, заменит Storm Shadow.

## История

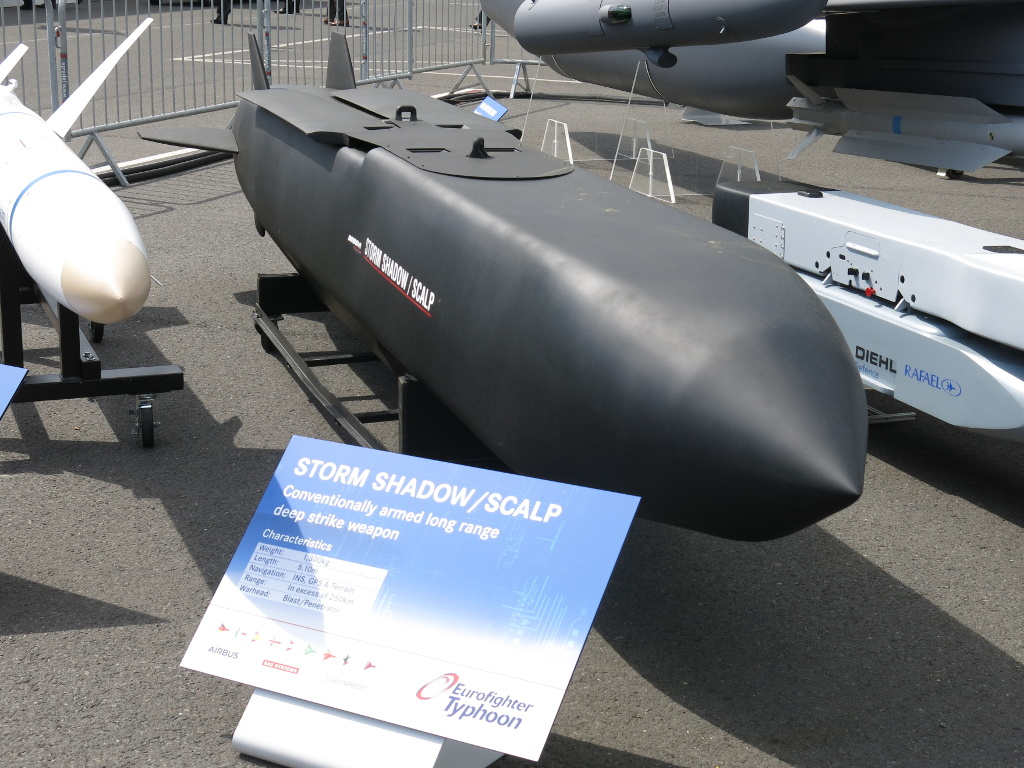
Storm Shadow / SCALP на Берлинском авиасалоне в 2018 году

В тендере участвовали не только Matra и British Aerospace, но и McDonnell Douglas, Texas Instruments/Short Brothers, Hughes/Smiths Industries, Daimler-Benz Aerospace/Bofors, GEC-Marconi и Rafael. Storm Shadow, представленный первыми двумя компаниями, был выбран в июне 1996 года. Контракт на разработку и производство был подписан в феврале 1997 года, к тому времени компании Matra и BAe завершили слияние своих ракетных предприятий и образовали Matra BAe Dynamics. В январе 1998 года Франция заказала 500 ракет SCALP.
Первый успешный пуск полностью управляемой ракеты Storm Shadow/SCALP-EG был произведён на испытательном полигоне Бискаррос во Франции в конце декабря 2000 года с самолёта Mirage 2000N. Первая британская стрельба была произведена в мае 2001 года с самолёта «Торнадо», летавшего с аэродрома BAE Warton.

### Боевое применение
Tornado Королевских ВВС впервые применили ракеты Storm Shadow в оперативном режиме во время вторжения в Ирак в 2003 году. Хотя официально они ещё не поступили на вооружение, «ускоренный график испытаний» позволил 617-й эскадрилье Королевских сил использовать их в этом конфликте.

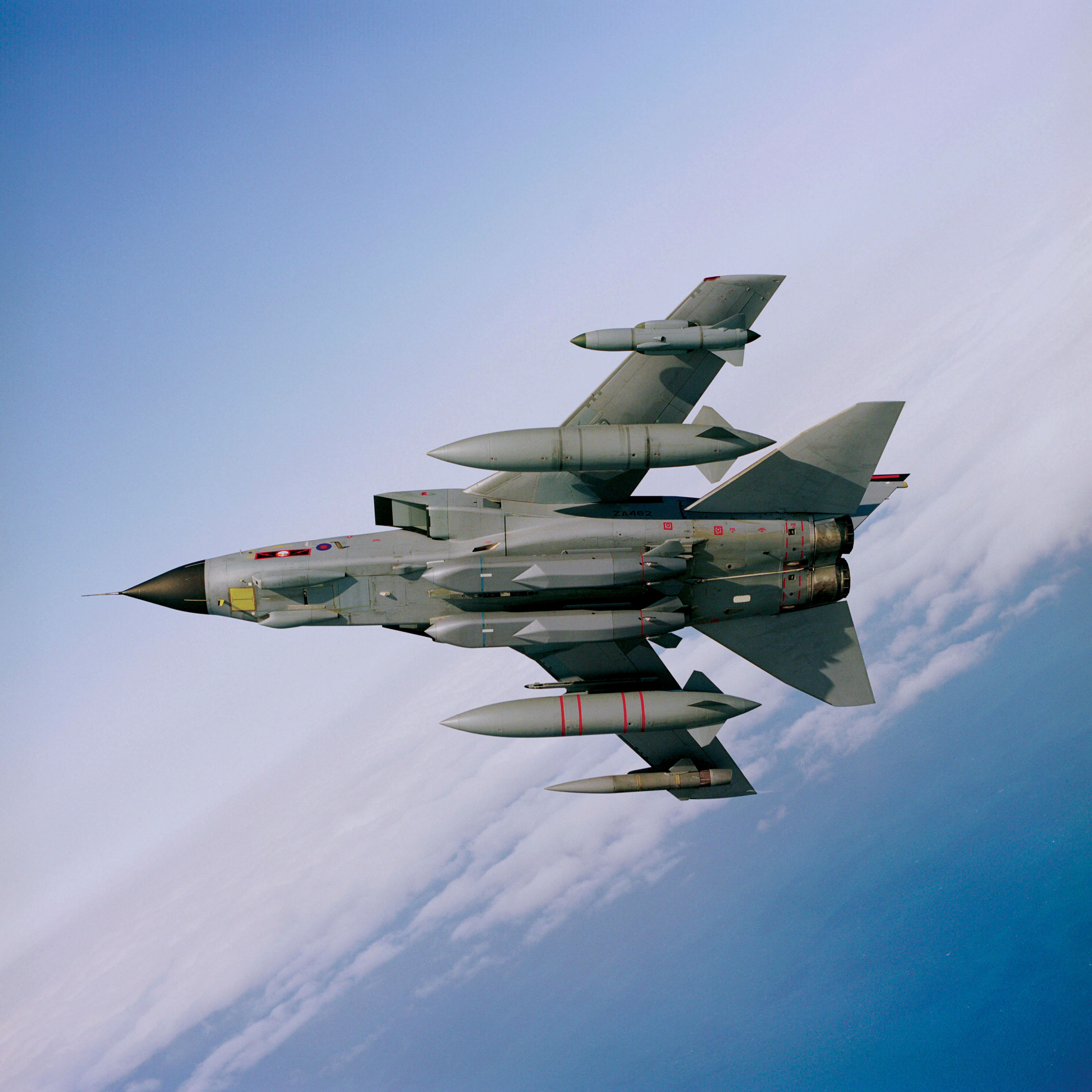
Tornado GR4 RAF несёт под фюзеляжем две ракеты Storm Shadow

Во время вмешательства НАТО в гражданскую войну в Ливии Storm Shadow/SCALP-EG обстреливали цели сторонников Каддафи с самолётов Rafale французских ВВС и Tornado итальянских ВВС и Королевских ВВС. Среди целей были авиабаза Аль-Джуфра и военный бункер в Сирте, родном городе ливийского лидера Муаммара Каддафи. В декабре 2011 года представители итальянского оборонного ведомства отметили, что итальянские самолёты Tornado IDS выпустили от 20 до 30 Storm Shadows во время ливийской кампании. Это был первый случай, когда итальянские самолёты применили ракету в реальном бою, и было сообщено, что ракета имеет 97-процентный коэффициент успешности.
Французские самолёты выпустили 12 ракет SCALP по целям ИГ в Сирии в рамках операции Chammal. Эти пуски состоялись 15 декабря 2015 года и 2 января 2016 года. Считается, что эти пуски могли быть одобрены после решения МО Франции сократить количество ракет SCALP для снижения затрат. В воскресенье 26 июня 2016 года RAF использовали четыре ракеты Storm Shadow против бункера ИГ в Ираке. Ракеты Storm Shadow были запущены с двух самолётов Tornado. Все четыре ракеты достигли прямых попаданий, проникнув глубоко в бункер. Ракеты Storm Shadow были использованы из-за массивной конструкции бункера.
Первый полёт ракет Storm Shadow на Eurofighter Typhoon состоялся 27 ноября 2013 года на авиабазе Дечимоманну в Италии и был выполнен компанией Alenia Aermacchi с использованием приборного серийного самолёта 2.
В июле 2016 года МО Великобритании заключило контракт стоимостью 28 000 000 фунтов стерлингов на поддержку Storm Shadow в течение следующих 5 лет.
В октябре 2016 года правительство Великобритании подтвердило, что поставленные Великобританией ракеты были использованы Саудовской Аравией в конфликте в Йемене.
В апреле 2018 года правительство Великобритании объявило об использовании ракет Storm Shadow, развёрнутых самолётами Panavia Tornado GR4, для нанесения удара по объекту с химическим оружием в Сирии. По словам генерал-лейтенанта морской пехоты США Кеннета Маккензи, по объекту хранения химического оружия Хим Шиншар близ Хомса было выпущено 9 американских «Томагавков», 8 британских Storm Shadow, 3 французские крылатые ракеты MdCN и 2 французские крылатые ракеты SCALP. Спутниковые снимки показали, что объект был разрушен в результате атаки. Начальник главного оперативного управления генштаба России Сергей Рудской на брифинге для СМИ 14 апреля 2018 года заявил, что все восемь ракет, запущенных с «Торнадо», были сбиты сирийскими силами ПВО, это утверждение опровергли США, Великобритания и Франция. Пентагон заявил, что ни одна ракета не была перехвачена, и что налёты были «точными и ошеломляющими». В ответ на это министерство обороны России на пресс-конференции в Москве представило части сбитой ракеты Storm Shadow.
11 марта 2021 года два реактивных самолёта Королевских ВВС Typhoon FGR4, действовавшие с авиабазы RAF Akrotiri на Кипре, нанесли удар по пещерному комплексу к юго-западу от города Эрбиль на севере Ирака, где, по сообщениям, находилось значительное количество боевиков ИГ, что ознаменовало первое боевое применение Storm Shadow с самолёта Typhoon.
Предполагается, что Storm Shadows, размещённые на эмиратских Mirages или египетских Rafales, могли быть использованы в авиаударе по авиабазе Аль-Ватия в июле 2020 года во время второй гражданской войны в Ливии. В результате атаки на базу, где находились турецкие военнослужащие, поддерживающие международно признанное Правительство национального согласия, были ранены несколько турецких солдат, уничтожены зенитно-ракетные комплексы MIM-23 Hawk и система радиоэлектронной борьбы KORAL.

#### Вторжение России в Украину
В мае 2023 года стало известно, что Великобритания передала Украине Storm Shadow. С помощью этих ракет ВСУ получили возможность наносить удары на расстояние около 250 км — вглубь оккупированных россиянами украинских территорий. Украина заверила Великобританию в том, что она не будет использовать это оружие для ударов по территории России.

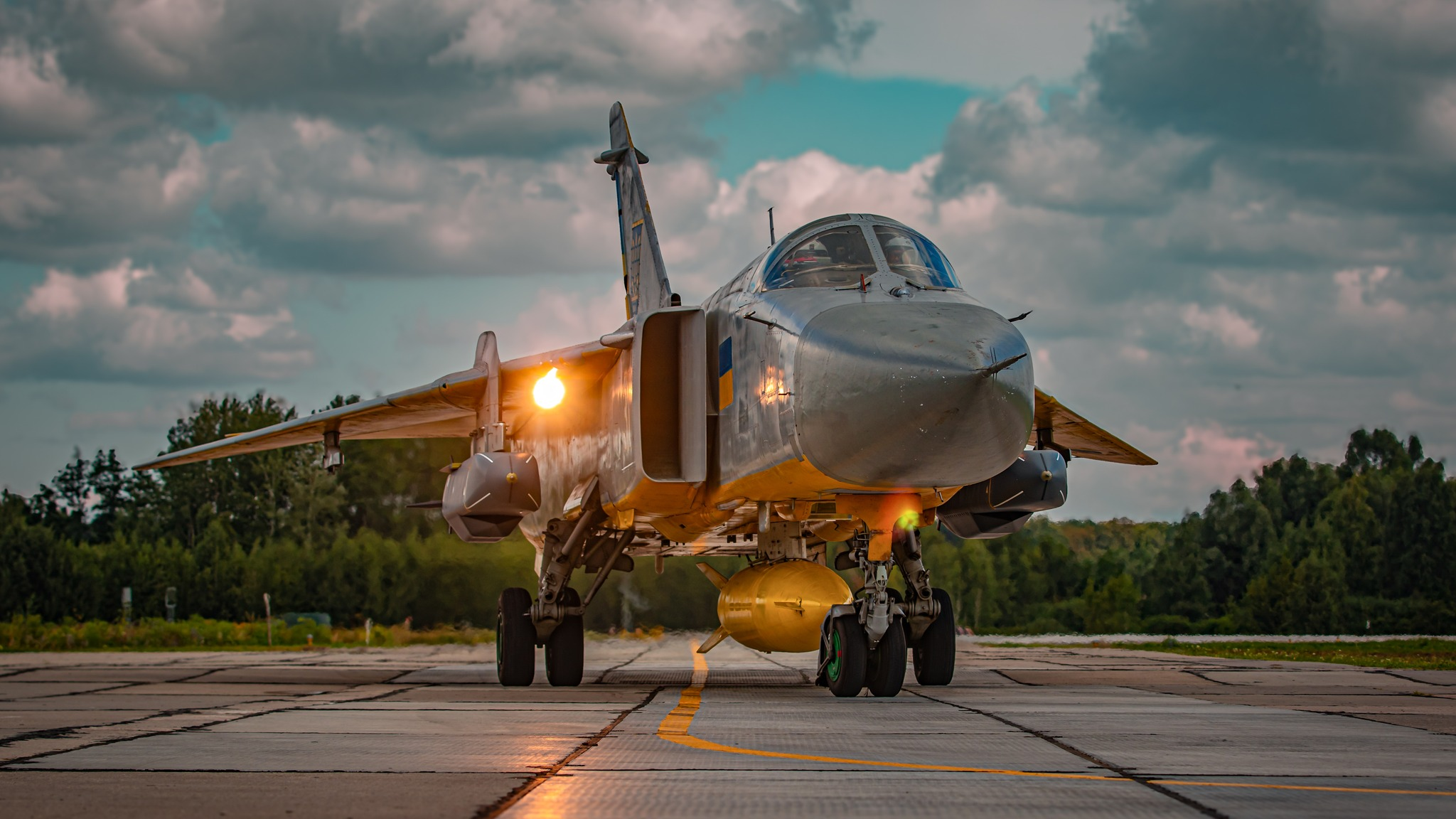
Ракета Storm Shadow под фюзеляжем украинского Су-24М

11 июля 2023 года стало известно о гибели российского генерал-лейтенанта РФ Олега Цокова в районе Бердянска. По мнению российских источников, он был уничтожен с помощью Storm Shadow.
13 сентября 2023 года несколькими ракетами Storm Shadow был нанесён удар по судоремонтному заводу в аннексированном Севастополе, в результате чего был уничтожен БДК «Минск» и серьёзно повреждена подводная лодка Б-237 «Ростов-на-Дону».
22 сентября 2023 года украинские силы специальных операций и ВВС Украины в рамках операции «Крабовая ловушка» с помощью модифицированных Су-24 нанесли удар ракетами Storm Shadow по штабу Черноморского флота России в Севастополе. Здание штаба было частично разрушено.
4 ноября 2023 года несколькими ракетами Storm Shadow был нанесён удар по Судостроительному заводу «Залив» в Керчи, Крым. В результате был серьёзно повреждён российский малый ракетный корабль «Аско́льд».
23 марта 2024 года тремя ракетами Storm Shadow был нанесён удар по узлам связи Черноморского флота России.
В конце мая 2024 года советник министра по вопросам стратегических отраслей промышленности Украины Юрий Сак в интервью Bloomberg подтвердил, что Украина уже использовала Storm Shadow, поставляемые Великобританией, для ударов по территории России.

## Модификации
SCALP-EG и Storm Shadow идентичны, за исключением того, как они интегрируются в самолёт.

### Black Shaheen
Разработанная Францией для экспорта в Объединённые Арабские Эмираты для использования с Mirage 2000 модификация была сделана для уменьшения дальности, как сообщается, до 290 км, чтобы соответствовать требованиям режима контроля ракетных технологий.

### MdCN — Морская крылатая ракета
В 2006 году компания MBDA Missile Systems начала разработку морской крылатой ракеты вертикального пуска большей дальности, которая должна была быть установлена на новой серии французских боевых кораблей в 2010-х годах и дополнить SCALP/Storm Shadow. Названная Missile de Croisière Naval (MdCN), она вступила в строй на шести противолодочных/ударных модификаций французских многоцелевых фрегатов FREMM в 2017 году и на подводных лодках класса Barracuda в июне 2022 года, с использованием пусковой установки A70 версии Sylver на первых и 533-мм торпедных аппаратов на вторых. Поскольку она запускается не с самолёта, как SCALP, MdCN использует ускоритель на этапе запуска, чтобы оторваться от корабля и набрать начальную скорость.
Модификация для подводных лодок заключена в гидродинамический жесткий контейнер, который выбрасывается, когда ракета достигает поверхности. Ожидается, что ракета MdCN будет выполнять ту же роль, что и разработанная американцами BGM-109 Tomahawk, но дальность её действия (более 1000 км) вдвое больше, чем у SCALP/Storm Shadow. Меньшие подводные лодки класса «Скорпен» также могут нести ракету MdCN. Помимо большей дальности, MdCN также отличается автономными навигационными характеристиками и терминальным наведением с помощью инфракрасного распознавания.
Франция первоначально заказала 50 MdCN для своих фрегатов FREMM в 2006 году, а поставка ожидалась в 2012 году. Ещё 100 ракет надводного базирования были заказаны в 2009 году, а также 50 ракет для планируемых подводных лодок класса «Барракуда». Проект стоимостью 1,2 млрд € (2011) предусматривал поставку 200 ракет по цене 2,48 млн € за единицу, или 6 млн € с учетом затрат на разработку.
Первые полные квалификационные пуски MdCN состоялись в июле 2013 года на полигоне Бискаросса. В ходе третьих опытно-конструкторских пусков MdCN идеально выполнила все требования по испытаниям, включая проверку автономной навигации и наведения на цель с помощью инфракрасного распознавания, которые обеспечивают оружию исключительно высокую точность.
MdCN была использована в первом оперативном ударе во время бомбардировок Дамаска и Хомса в апреле 2018 года против предполагаемого сирийского объекта по производству химического оружия, в координации с США и Великобританией, но без одобрения ООН. В дополнение к десяти крылатым ракетам SCALP, выпущенным с 5 самолётов Dassault Rafale, фрегаты FREMM Aquitaine, Provence и Languedoc запустили три ракеты MdCN.
Несмотря на то, что в ходе миссии были достигнуты все намеченные цели, некоторые ракеты столкнулись со значительными техническими трудностями. В отчете ВМС говорится, что девять ракет SCALP были успешно запущены, но последняя ракета не прошла внутреннюю самопроверку и отказалась взлетать с рельсов, поэтому была оставлена в море. Между тем, два фрегата столкнулись с компьютерными проблемами и не смогли запустить свои MdCN; только третий фрегат смог это сделать.
Проблемы, возникшие с фрегатами, позволяют предположить, что у MdCN были проблемы с интеграцией с военными кораблями, скорее всего, из-за нового характера FREMM, а не из-за самой ракеты. Некоторые FREMM, развернутые в ходе операции, не были полностью готовы к боевым действиям, поскольку были выведены из учений всего за несколько дней до этого. В том же отчете было заявлено, что проблемы с MdCN и военными кораблями уже устранены.
20 октября 2020 года стало известно, что первая из новых подводных лодок класса «Барракуда», вводимых в строй, FS Suffren, провела первую стрельбу из MdCN. Стрельбу с новой подводной лодки очень ждали из-за технических проблем, возникших в ходе оперативного удара 2018 года, что привело к более глубокой проверке. Испытание прошло успешно. FS Suffren вступила в оперативную эксплуатацию 3 июня 2022 года.

## Тактико-технические характеристики
- Масса: 1300 кг
- Длина: 5,1 м
- Диаметр: 0,48 м[79]
- Размах крыла: 3 м[80]
- Боеголовка: 450 кг, типа BROACH (Bomb Royal Ordnance Augmented Charge)
- Двигатель: Турбореактивный двигатель Turbomeca Microturbo TRI 60-30, развивающий тягу 5,4 кН
- Дальность: свыше 560 км на малой высоте[80][81][82]
- Высота полёта: 30-40 м
- Скорость: 1000 км/ч 0,8-0,95 маха (в зависимости от высоты)
- Система наведения:
  - на маршевом участке: Автономная инерциальная, комплексированная с GPS (в перспективе, с GNSS) и экстремально-корреляционной системой коррекции по земной поверхности TERPROM (Terrain Profile Matching)
  - на конечном участке: Тепловизионная ГСН[83]
- Носители: Фрегаты типа FREMM, итальянский Tornado IDS, Eurofighter Typhoon, Dassault Mirage 2000, Dassault Rafale, F-35 и Nimrod MRA4. Так же, после модернизации самолётов Су-24М ВС ВСУ, данные самолеты получили возможность запускать ракеты этого типа. В мае 2023 года министр обороны Украины Резников Алексей показал фото украинского самолёта с ракетой Storm Shadow.

## Эксплуатанты
ЕгипетБолее 100 ракет поставлено для ВВС Египта в рамках сделки с Dassault Rafale. Дальность менее 300 км.
 Франция500 ракет SCALP, заказанных для ВВС Франции в 1998 году. 50 ракет MdCN заказаны в 2006 году и ещё 150 ракет заказаны в 2009 году для ВМС Франции.
 Греция90 ракет заказаны для ВВС Греции в 2000 и 2003 годах. Ещё больше заказано и поставлено в 2022 году в рамках сделки Dassault Rafale F3R.
 Италия200 ракет заказаны для ВВС Италии в 1999 году.
 ИндияНеизвестное количество заказано для ВВС Индии в 2016 году в рамках сделки Dassault Rafale.
 Катар140 ракет заказаны для ВВС Катара в 2015 году.
 Саудовская АравияНеизвестное количество заказано для Королевских ВВС Саудовской Аравии.
 ОАЭНеизвестное количество Black Shaheen заказано для ВВС Объединённых Арабских Эмиратов в 1997 году.
 ВеликобританияThe Independent оценила заказ для Королевских ВВС в 700—1000 ракет.
 УкраинаВ мае 2023 года стало известно, что Великобритания поставила Украине некоторое количество ракет Storm Shadow. Позднее, в июле 2023 года, Франция заявила, что также поставила их Украине. Поставки ракет произошли на фоне готовившегося контрнаступления Украины в ходе российского вторжения.